# Ultimate Marvel Team-Up
 Ultimate Marvel Team-Up — серия американских комиксов издательства Marvel Comics, состоящая из 16 выпусков, а также Ultimate Spider-Man Super Special. Действие разворачивается во вселенной Ultimate. В каждой сюжетной линии Ultimate Человек-паук встречается с различными супергероями. Сценаристом серии выступил Брайан Майкл Бендис.  

## Выпуски, художники и персонажи

### Выпуск #1
- Персонажи: Человек-паук и Росомаха против Саблезубого
- Художник: Мэтт Вагнер
- Прочее: Первое появление Саблезубого в Ultimate Marvel.

### Выпуски #2-3
- Персонажи: Человек-паук и Халк
- Художник: Фил Хестер
- Прочее: Первое появление Халка в Ultimate Marvel.

### Выпуски #4-5
- Персонажи: Человек-паук и Железный человек против латверианских наёмников
- Художник: Майк Аллред
- Прочее: Первое появление Железного человека в Ultimate Marvel.

### Выпуски #6-8
- Персонажи: Человек-паук, Каратель и Сорвиголова
- Художник: Билл Сенкевич
- Прочее: Первое появление Сорвиголовы и Карателя в Ultimate Marvel.

### Выпуск #9
- Персонажи: Человек-паук и Фантастическая четвёрка против скруллов
- Художник: Джим Махфуд
- Прочее: Эти события были признаны неканоничными в Ultimate Marvel.

### Выпуск #10
- Персонажи: Человек-паук и Леший против Ящера
- Художник: Джон Тотлбен
- Прочее: Первое появление Ящера и Лешего в Ultimate Marvel.

### Выпуск #11
- Персонажи: Человек-паук и Люди Икс
- Художник: Чинна Клагстон-Майор

### Выпуски #12-13
- Персонажи: Человек-паук и Доктор Стрэндж против Ксанду
- Художник: Тед МакКивер
- Прочее: Первое появление Доктора Стрэнджа в Ultimate Marvel.

### Выпуск #14
- Персонажи: Человек-паук и Чёрная вдова
- Художник: Терри Мур
- Прочее: Первое появление Чёрной вдовы в Ultimate Marvel.

### Выпуск #15-16
- Персонажи: Человек-паук и Шан-Чи
- Художник: Рик Мэйс
- Прочее: Первое появление Шан-Чи в Ultimate Marvel.

### Ultimate Spider-Man Special
- Персонажи: Человек-паук и многие другие супергерои, включая Блэйда и Электру
- Художник: Алекс Малеев, Дэн Бреретон, Джон Ромита-старший, Аль Милгром, Фрэнк Чо, Джим Махфуд, Скотт Морс, Крэйг Томпсон, Майкл Эйвон Оеминг, Джейсон Пирсон, Шон Филлипс, Марк Багли, Родни Рамос, Билл Сенкевич, П. Крейг Рассел, Джейсен Барроуз, Уолден Вонг, Леонард Кирк, Терри Паллорт, Дэйв Гиббонс, Майк Гайдос, Джеймс Кохока, Дэвид Мэк, Бретт Уэлдел, Эшли Вуд и Арт Тиберт
- Прочее: Первое появление Блэйда и Электры в Ultimate Marvel.

## Коллекционные издания
| Название                                                                   | Включает                                                                                              | ISBN                |
| -------------------------------------------------------------------------- | --- | ------------------- |
| Ultimate Marvel Team-Up Vol. 1                                             | #1-5                                                                                                  | ISBN 0-7851-0807-6  |
| The Best of Spider-Man Vol. 1                                              | #6-8, Amazing Spider-Man (Vol. 2) #30-36, Peter Parker: Spider-Man #36, Spider-Man's Tangled Web #4-6 | ISBN 0-7851-0900-5  |
| Daredevil by Brian Michael Bendis & Alex Maleev Ultimate Collection Vol. 3 | #6-8, Daredevil (Vol. 2) #66-81, What If Karen Page Had Lived?                                        | ISBN 978-0785149514 |
| Ultimate Marvel Team-Up Vol. 2                                             | #9-13                                                                                                 | ISBN 0-7851-1299-5  |
| Ultimate Marvel Team-Up Vol. 3                                             | #14-16 & Ultimate Spider-man Special                                                                  | ISBN 0-7851-1300-2  |
| Ultimate Marvel Team-Up Ultimate Collection                                | #1-16 & Ultimate Spider-man Special                                                                   | ISBN 0-7851-2361-X  |
| Ultimate Marvel Team-Up                                                    | #1-16 & Ultimate Spider-man Special                                                                   | ISBN 0-7851-0870-X  |